# Korgon (village)
Korgon (en russe : Коргон, en altaï méridional : Коргон), est un village de la république de l'Altaï, en Sibérie, en Russie. Se trouvant dans le raïon d'Oust-Kan, sa population s'élevait à 287 habitants lors du recensement de 2021. Il est le village le plus à l'ouest de toute la république, ainsi qu'un des plus anciens du raïon, fondé vers 1787-1792.

## Toponymie
Le nom viendrait du nom altaï de la rivière Korgon (ru), Kairukun. Le nom vient du mot Kayru, signifiant dans la langue pierre taillée. En effet, les affleurements d'ardoise à certains endroits de la rivière firent prendre habitude aux Altaïens de prendre ces pierres pour fabriquer leurs pierres taillées.
Cependant, la version officielle est en contradiction, le nom viendrait du vieux turc korygan, signifiant bastion, protection, forteresse. Ce mot a donné le même mongol, qui signifie, camp, camp militaire.
Dans des documents du XIXe siècle, les noms de Kargon et Kargonskaïa sont parfois employés pour désigner le village, mais ces noms ne sont plus d'usage.

## Géographie

### Situation
Korgon se trouve dans la république de l'Altaï, une république (sujet) russe du sud de la Sibérie occidentale. Le sujet fait partie du district fédéral sibérien, et le village se situe à 443 km au sud-est de Novossibirsk, la capitale du district. Elle se trouve aussi à 3 059 km à l'est de Moscou, ainsi qu'à 163 km à l'ouest-ouest-sud Gorno-Altaïsk, la capitale de la république. Korgon fait partie du raïon d'Oust-Kan, un des dix raïons de la république, qui se trouve dans le nord-ouest de la république. Son centre administratif est Oust-Kan, à 53 km au sud-est. Le village fait partie de l'établissement rural de Korgon (ru), dont il est le chef-lieu, et qui possède aussi le village voisin de Vladimirovka.
Le village se situe dans la vallée du Tcharych, à l'extrême-ouest de la république. Il est presque enclavé au sein du kraï de l'Altaï, mais un petit bout au sud-est le relie avec le reste de la république. Le Tcharych est un affluent gauche de l'Ob, long de plus de 500 kilomètres, qui prend source dans les monts Korgon au sud d'Oust-Kan. Dans la zone du village, la rivière court sur un axe sud-est nord-ouest. Le village se situe à un endroit de la vallée assez étroit (environ 1,5 kilomètre de large), même si la vallée s'élargit au sud-est. Au sud-est se trouve l'embouchure du Korgon (ru), affluent gauche du Korgon long de 43 km. La vallée est cernée par les monts Korgon qui se trouvent au sud-est du village, tandis qu'au nord-est se trouve le massif de Bachtchelak.
L'altitude du village est de 630 mètres.

### Localités limitrophes
Les villages les plus proches sont Sentelek (raïon du Tcharych, kraï de l'Altaï) à 24 km au nord-est ainsi que Vladimirovka à 12 km au sud-est.
| Sentelek (kraï de l'Altaï) |        |              |
|                            | Korgon |              |
|                            |        | Vladimirovka |

## Histoire

### Empire russe

#### Contexte
Lorsqu'en 1751, une expédition est menée dans l'Altaï, il n'y avait aucun village dans cette zone. À ce moment-là, la région du Haut-Altaï est indépendante, dirigée par des chefs de clans (« zaïsans »), et ce n'est qu'en 1756 que le Haut-Altaï demande son adhésion à Catherine II à cause du génocide des Dzoungar plus au sud et de la menace de la Dynastie Qing qui pèse ainsi.
Mais dès 1752, des Russes envisagent de construire une usine de traitement de pierres à l'embouchure de la rivière Korgon, à cause des pierres de la zone (jaspes, agates, porphyres, marbres, granit, etc.).
Cependant, la zone n'a pas été toujours dépeuplée. Les Altaïens étant nomades, des camps se sont installés à l'embouchure du Korgon à de nombreux moments au cours du temps. De plus, les « bergals » c'est-à-dire des mineurs du district minier de l'Altaï qui se sont enfuis dans les montagnes (car à cette époque ils étaient considérés comme des serfs), ont pu passer dans ces endroits. Certains de ces fugitifs vivaient dans des grottes, dont la région du Tcharych est pleine à cause de sa géologie.
En mai 1786, 8 équipes d'exploration géologique venant de Biïsk, Kouznetsk, Zmeïnogorsk et Kolyvan furent envoyées dans les montagnes. Une des équipes était dirigée par Piotr Changuine (ru), historien, géologue et botaniste russe ayant étudié à l'université de Moscou. Ce dernier explora la vallée du Korgon entre le 1er (12) et le 9 juin 1786 (20 juin dans le calendrier grégorien). Il découvrit environ 150 gisements, dont de porphyres et de jaspes. Il nota que la vallée était « célèbre » des chasseurs et autres fugitifs.
En 1786, un pont en bois fut construit sur la rivière Korgon, qui fut reconstruit deux fois dans les quinze années qui suivirent.

#### Fondation et premières années

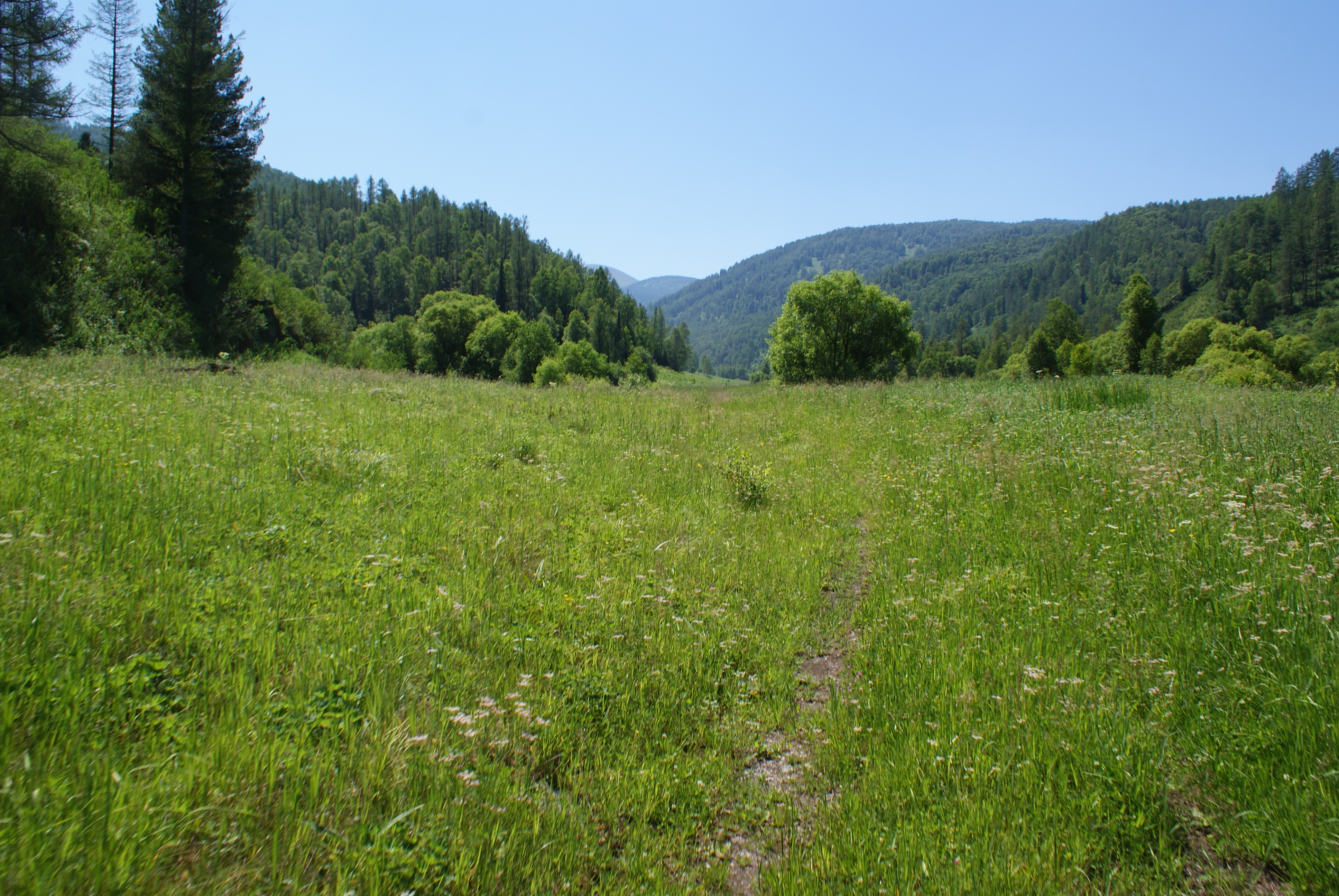
Ces paysages isolés permirent aux fugitifs de rester un certain temps hors de portée des autorités.

En 1792, le village de Korgon est pour la première fois mentionné. Il est mentionné par un bailli de la carrière de Korgon. Le village est peuplé d'ouvriers exploitant la carrière, qui furent envoyés depuis une mine du cuivre de la région du Boukhtarma. Mais la date de fondation exacte est inconnue. Elle se situe entre 1787 et 1792, Piotr Changuine ne l'ayant pas mentionnée dans ses notes de voyages.
Le 8 juillet 1810 (20 juillet dans le calendrier grégorien), Grigory Spassky, explorateur, géologue, archéologue et historien russe visita le village, et nota l'activité minière importante. Les porphyres et jaspes étaient exploités, et les mineurs vivaient avec leurs familles dans le village.

#### Gang et fugitifs
Au printemps 1821, alors que des ouvriers s'étaient enfuis des mines de Korgon, ils organisèrent un détachement, avec à la tête les deux frères Beloussov. Treize d'entre eux partirent du village, avec en plus les deux frères qui les menaient, et remontèrent le Korgon pour s'établir dans les gorges des montagnes. Avec l'aide des familles et de la chasse, ils purent s'approvisionner pendant un certain temps. Dans une gorge isolée, ils créèrent des cabanes, toutes équipées de portes sur les quatre côtés afin de pouvoir partir au plus vite si les autorités les retrouvaient (pour les forcer à retourner aux mines). Ils avaient aussi des chevaux. Ils formèrent une sorte de gang, qui inquiéta les autorités, car vers 1825, toujours en fuite, ils menaient des vols et meurtres dans les villages de la région,.
Peu de temps après, le gang fut attrapé, et tous furent condamnés au fouet et aux travaux forcés éternels. Mais les deux frères fuirent avec un autre membre les travaux forcés. Ces trois-ci reprirent les vols, et les paysans des villages de Tchetchoulikha et de Kargon décidèrent de les pourchasser. Lors de la recherche, les paysans les virent dans le cours supérieur du Tcharych, mais ayant pitié pour eux et aussi car les fugitifs étaient armés, ils les laissèrent. Dans le document d'enquête, il est écrit que « mais compte tenu de leur [aux fugitifs] courage désespéré » et de leurs bonnes armes, ils [les villageois] n« 'ont pas osé les prendre [...] ». Les autorités locales envoyèrent alors deux officiers, un cornette et 20 cosaques pour rattraper les trois. À quinze milles du village, en amont de la rivière Korgon, ils remarquèrent des empreintes de pas menant au versant d'une grande colline. Les cosaques finirent par voir la hutte, se précipitèrent en criant « Hourra », tandis que les trois fugitifs se rendirent sans résistance,. Ils furent transférés à Zmeïnogorsk, et aujourd'hui le sentier le long du Korgon porte le nom des Beloussov.

#### Développement
En 1844, le village fut visité par Grigori Chtchourovski, géologue russe. Il nota que l'histoire des Beloussov était toujours présente chez la population locale.
Peu à peu, le village de Korgon se développait, même si, avec la fin du servage, certains partirent, en particulier au village de Kolyvan. Alors qu'il y avait 69 habitants en 1859, il y en avait 174 en 1882 et 235 en 1893. La carrière du village alimentait à 40 % l'usine de Kolyvan en porphyre. Avec la fin du servage, l'artisanat et l'agriculture se sont développés. En 1904, une boulangerie fut ouverte, et en 1911, une épicerie et un moulin étaient présents dans le village, alors peuplé de 507 habitants.

### Période soviétique
La prise de pouvoir par les soviétiques dans le village eut lieu en août 1919, une des premières zones de l'Altaï à se révolter contre les Armées blanches. Au cours de la seconde moitié de 1919, l'Altaï fut pris par les Armées rouges. En 1922, l'oblast autonome oïrote est créé, mais Korgon n'y est pas inclus. Le village est rattaché au gouvernement de l'Altaï, au sein de l'ouïezd de Biïsk. En 1925, ce gouvernement est dissout, et il fait désormais partie du kraï de Sibérie. En 1930, il devient le kraï de Sibérie occidentale, et en 1937, ce kraï est divisé en de multiples sujets. Korgon est rattaché au kraï de l'Altaï. Il fait partie au sein du kraï de l'Altaï du raïon de la Tcharych.

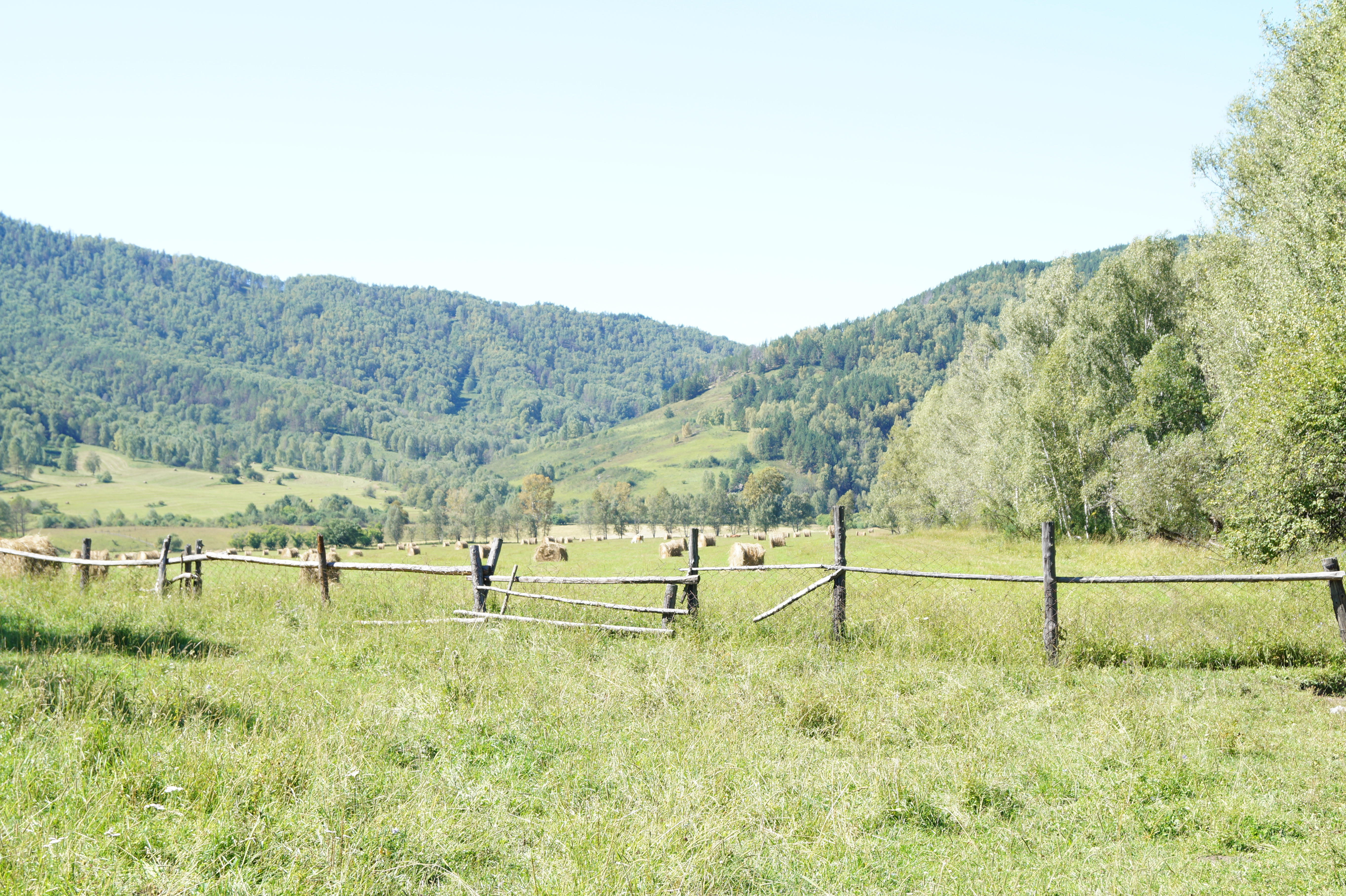
Champ dans le village.

En 1928, Korgon possède une école et 159 fermes. Il y a aussi un conseil de village, instauré par les communistes. Lorsque la collectivisation frappa la région, les paysans furent regroupés dans l'artel « Kommunar » (plus tard renommé « Communiste »). En 1938, il y avait dans l'artel 119 ménages, avec une surface agricole de 448 hectares. Il y avait environ 1000 animaux, dont près de la moitié de bovins. Mais l'artel manquait d'organisation et il manquait de machines.
En 1950, le village fut exclu du raïon du Tcharych du kraï de l'Altaï pour être rattaché au raïon d'Oust-Kan de l'oblast autonome du Haut-Altaï. La même année, l'artel devint une ferme collective, renommée du nom de Molotov. En décembre 1950, une petite centrale hydroélectrique est installée dans le village, ainsi qu'une station de radio. L'électricité est désormais présente dans le village. Pour la ferme, ses surfaces cultivées augmentent, tout comme ses têtes de bétail. Un apiculteur de la ferme, nommée Ksenofont Antropovich Golovine, reçut pour ses récoltes le badge Excellence dans l'agriculture socialiste du ministère de l'agriculture de l'URSS. Le rucher était en effet très rentable.
L'année suivante, le comité exécutif régional et du comité régional du PCUS décerna à des travailleurs de la ferme des récompenses pour leurs labeurs. En 1952, le village avait un bâtiment à deux étages pour le bureau de la ferme collective, seul du village de cette taille. Des maisons en béton apparaissaient, ainsi qu'une école, un club, un centre radio et des bâtiments d'élevage.
Toujours en 1952, une seconde petite centrale hydroélectrique sur le Korgon fut construite uniquement pour les besoins de la ferme. La même année, elle reçut de nombreuses terres supplémentaires de l'État (onze mille hectares), ainsi que des machines dont quatre tracteurs, deux moissonneuses-batteuses, une batteuse et autre. Il y avait désormais un verger dans le village. La ferme avait une bonne santé financière, avec des revenus en hausse. Toutes les maisons du villages furent électrifiées et équipées de la radio.
En 1953, un nouveau verger fut planté, avec des pommes, framboises, groseilles, cerises, prunes et autres. Le 12 décembre, la ferme ainsi que son président reçurent des diplômes du comité exécutif régional et du comité régional du PCUS. En 1955, le village possédait désormais en plus une centrale au fioul, un club, une bibliothèque, un parc, et de nouveaux bâtiments résidentiels.
En 1954, une ligne à haute tension fut construite de Korgon à Oust-Kan. L'ensemble de la production fut électrifiée, dont la nouvelle scierie. Le téléphone fut installé dans le village. Le club local diffusait désormais quelques émissions de radio.
Une ferme d'élevage scolaire fut créée en 1959. Le village était peuplé de 720 personnes, dont 683 Russes, répartis dans 193 ménages. La radio locale avait désormais un journal, diffusé tous les vendredis soirs.
En 1968, les autorités régionales fermèrent la ferme laitière, estimant que le lait peut être livré par la route depuis Oust-Kan. Mais la route, ou plutôt la piste, était impraticable dès qu'il pleuvait. Ainsi en avril 1969, la ferme laitière fut rouverte. Mais le bâtiment était si délabré, que rouvrir était aussi problématique. Le comité exécutif régional décida alors de construire une route praticable d'Oust-Kan à Korgon, puis de fermer l'usine. En 1970, le pont sur la rivière Korgon fut reconstruit au sud du village, et d'autres ponts furent construits sur l'itinéraire.
À l'automne 1986, le village fêta son bicentenaire. Mais le village commençait à décliner, tandis que d'autres villages de la région disparaissaient (Zyryanovka, Sinagachkino, Volonkovo, Verchina Talitsa, Tchetchoulikha).

### Depuis 1991
Le 12 février 2000, un fragment de l'étage du lanceur Proton lancé depuis le cosmodrome de Baïkonour le même jour, est tombé dans le jardin d'un habitant du village de Korgon. La partie tombée mesurait 1 × 2 mètres, et plusieurs centaines de kilogrammes. La fusée a bien réussi à lancer son satellite, en l'occurrence un indonésien, cependant. Une équipe du Ministère des Situations d'urgence s'est rendu dans le village afin de confirmer et de formuler une plainte après avoir déterminé le montant des dégâts. Personne n'a été blessé lors de l'incident. Le propriétaire du jardin a reçu 10 000 roubles de dédommagement moral de Roscosmos.
Le 15 juillet 2009, Fyodor Konyukhov, dans son expédition d'Oulan-Bator à Elista, traversa le village.
En février 2011, la LLC Korgo, successeuse de la ferme collective qui a été privatisée, a eu des biens saisis par des huissiers.
Le 20 janvier 2016, un nouveau pont sur la rivière Korgon a été inauguré. Les résultats de l'appel d'offre avaient eu lieu en octobre 2012, la construction a commencé en décembre 2014 pour finir en décembre 2015, avec un montant de 166 millions de roubles. L'ancien pont était en bois, pas solide, et lorsque des inondations touchèrent l'Altaï en 2014, il fut gravement endommagé, laissant le village sans pont. Il est long de 97,5 mètres.
En décembre 2015, la communication internet fut installée dans le village, et en 2017, trois autobus scolaires ont été achetés.
En mai 2019, des inondations du Tcharych eurent lieu, noyant la route d'accès quelques jours. Le 2 août 2019, la route d'Oust-Kan à Korgon a été incluse dans le plan de réparation du projet national « Des routes sûres et de haute qualité ». La route devrait être asphaltée selon le projet,.

## Démographie
Recensements (*) et estimations de la population,,,:
| 1859 | 1882 | 1893 | 1899 | 1904 |
| ---- | ---- | ---- | ---- | ---- |
| 69   | 174  | 255  | 358  | 340  |

| 1911 | 1928 | 1959 | 2002* | 2010* |
| ---- | ---- | ---- | ----- | ----- |
| 507  | 863  | 720  | 490   | 402   |

| 2011 | 2012 | 2013 | 2014 | 2015 |
| ---- | ---- | ---- | ---- | ---- |
| 401  | 378  | 365  | 352  | 340  |

| 2016 | 2021* | - | - | - |
| ---- | ----- | - | - | - |
| 333  | 287   | - | - | - |

En 2002, sur les 490 habitants, il y avait 91 % de Russes.

## Économie, sites, services et transports

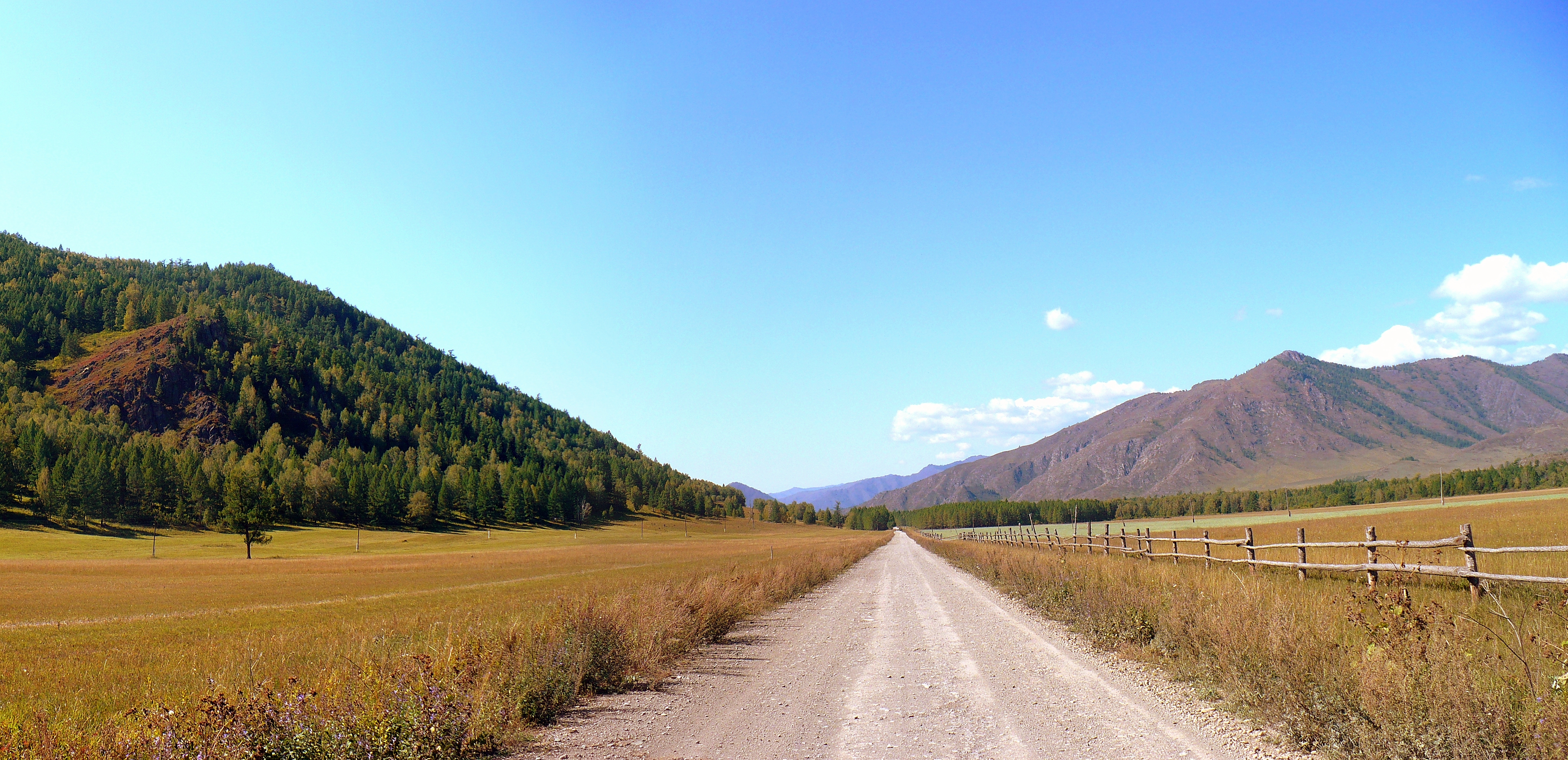
Route Oust-Kan — Tioungour (vers Kaïssyne)

En termes de service, le village possède une école secondaire, un stade, un jardin d'enfants, un club, une bibliothèque et un centre de soins d'urgence (ru). Il y a aussi un bureau de poste, ainsi que le siège de l'administration de l'établissement rural. Il y a trois rues dans le village : Zaptechnaïa ; Naberejnaïa et Sovietskaïa.
L'économie est axée sur l'élevage, avec la LLC Korgon qui emploie l'essentiel du village. Cette entreprise possède des parcelles agricoles, et fait de l'élevage de marals, de chevaux, bovins, de porcs, ainsi que l'apiculture.
Concernant les transports, le village se situe à la fin de la route régionale 84K-109, qui relie le village à Oust-Kan sur 63,055 km. À Oust-Kan se trouve la 84K-121, qui relie Oust-Kan à Touïekta, où se trouve dans ce dernier la R256, route fédérale reliant Novossibirsk à Tachanta. L'aéroport le plus proche est celui de Gorno-Altaïsk, la gare la plus proche celle de Biïsk.
Il n'y a pas de routes vers le kraï de l'Altaï et le village de Sentelek. Il est seulement possible de rallier les deux localités par 4x4 en utilisant des pistes et chemins, en traversant des rivières et des forêts.

## Galerie

Village de Korgon :
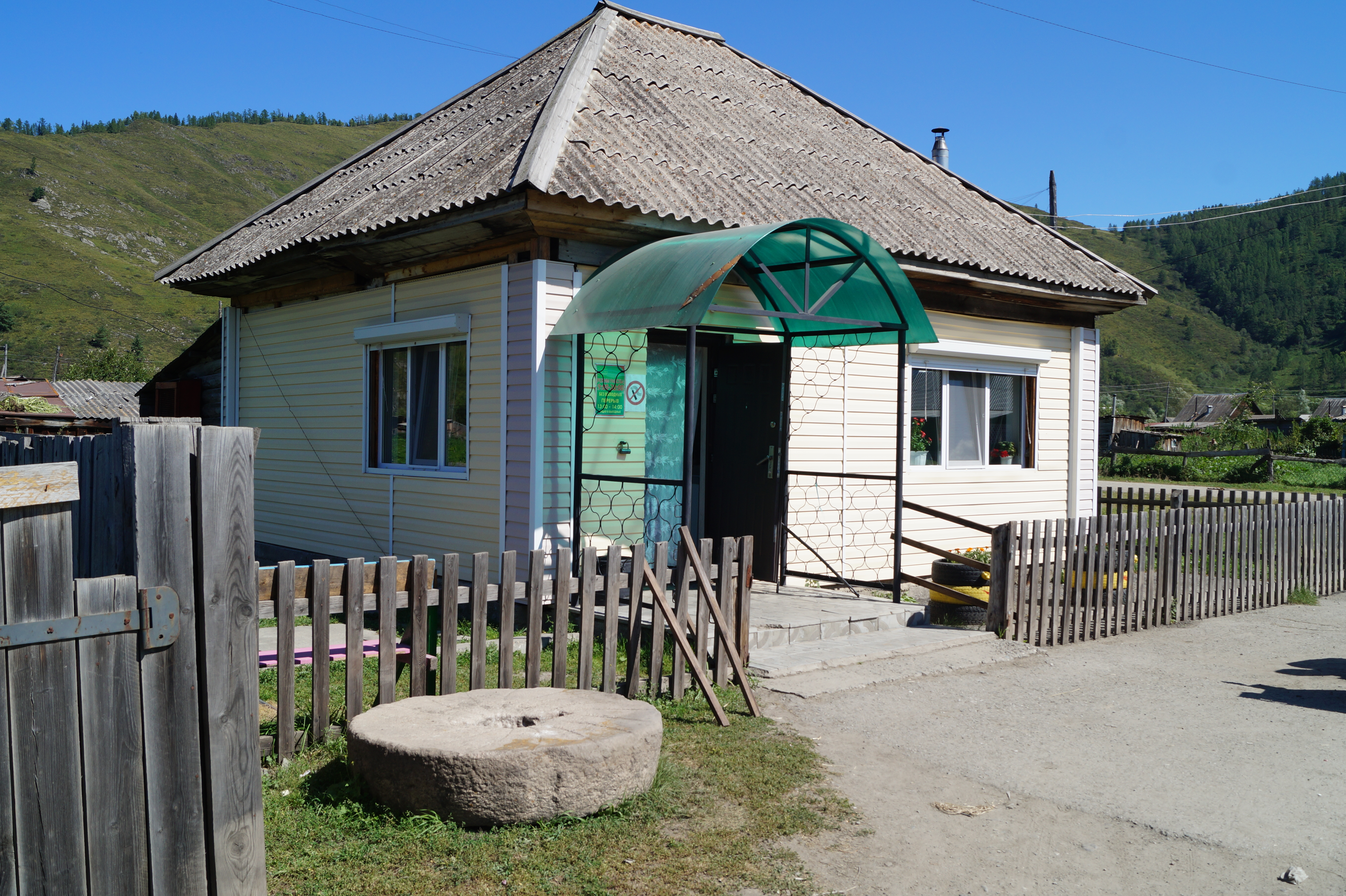
Boutique à Korgon.
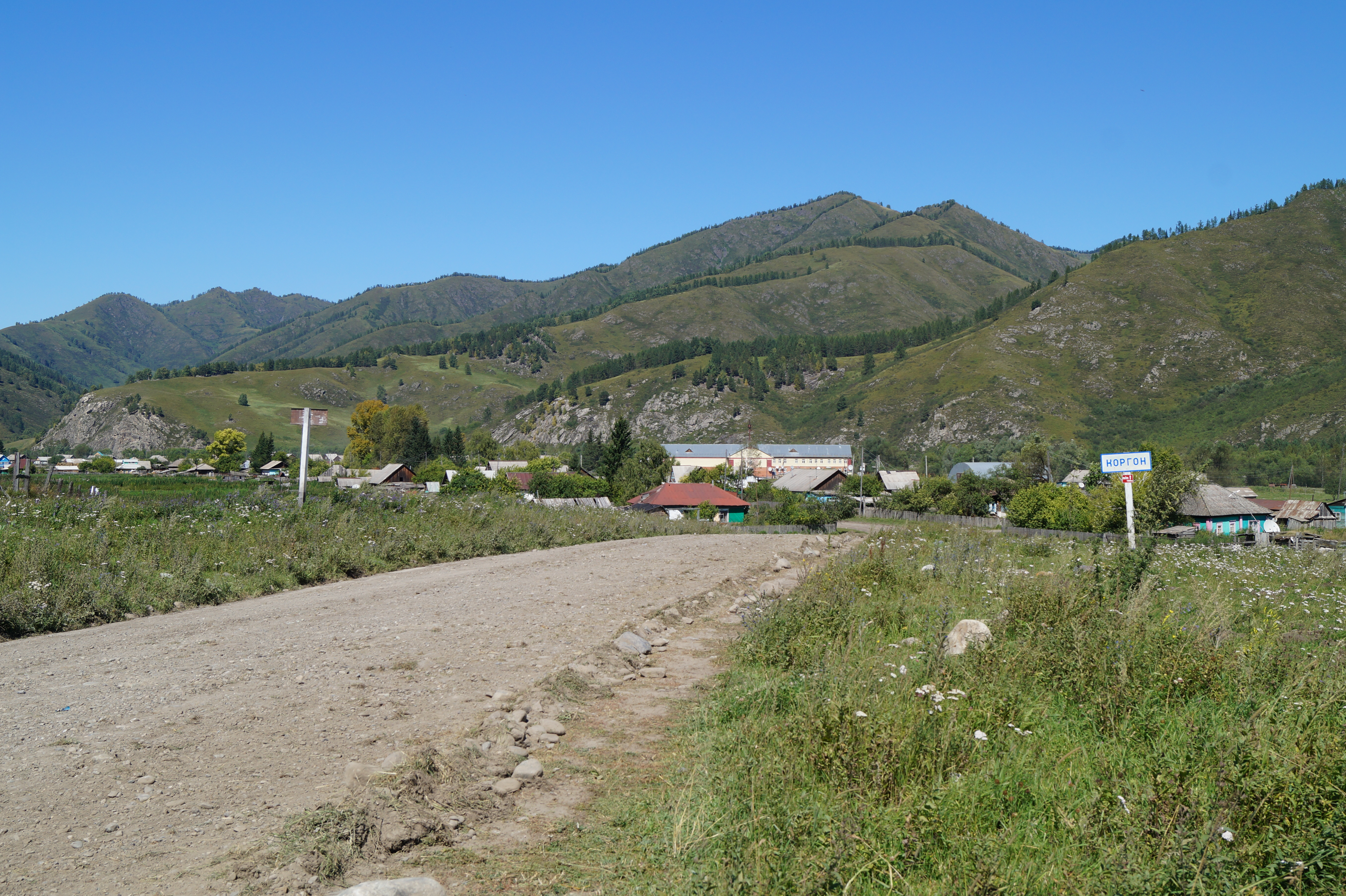
Vue du village.
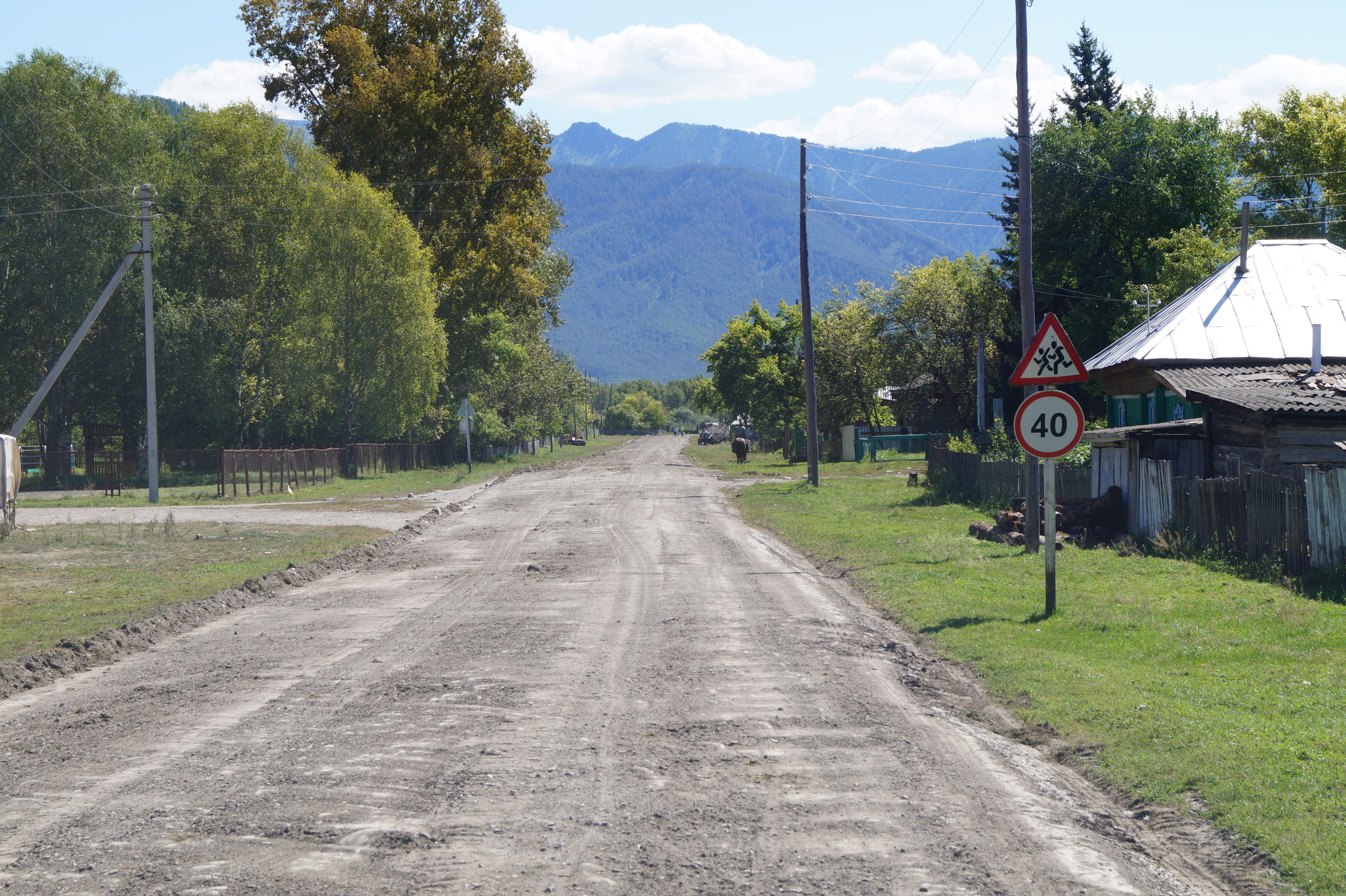
Une rue de la localité.
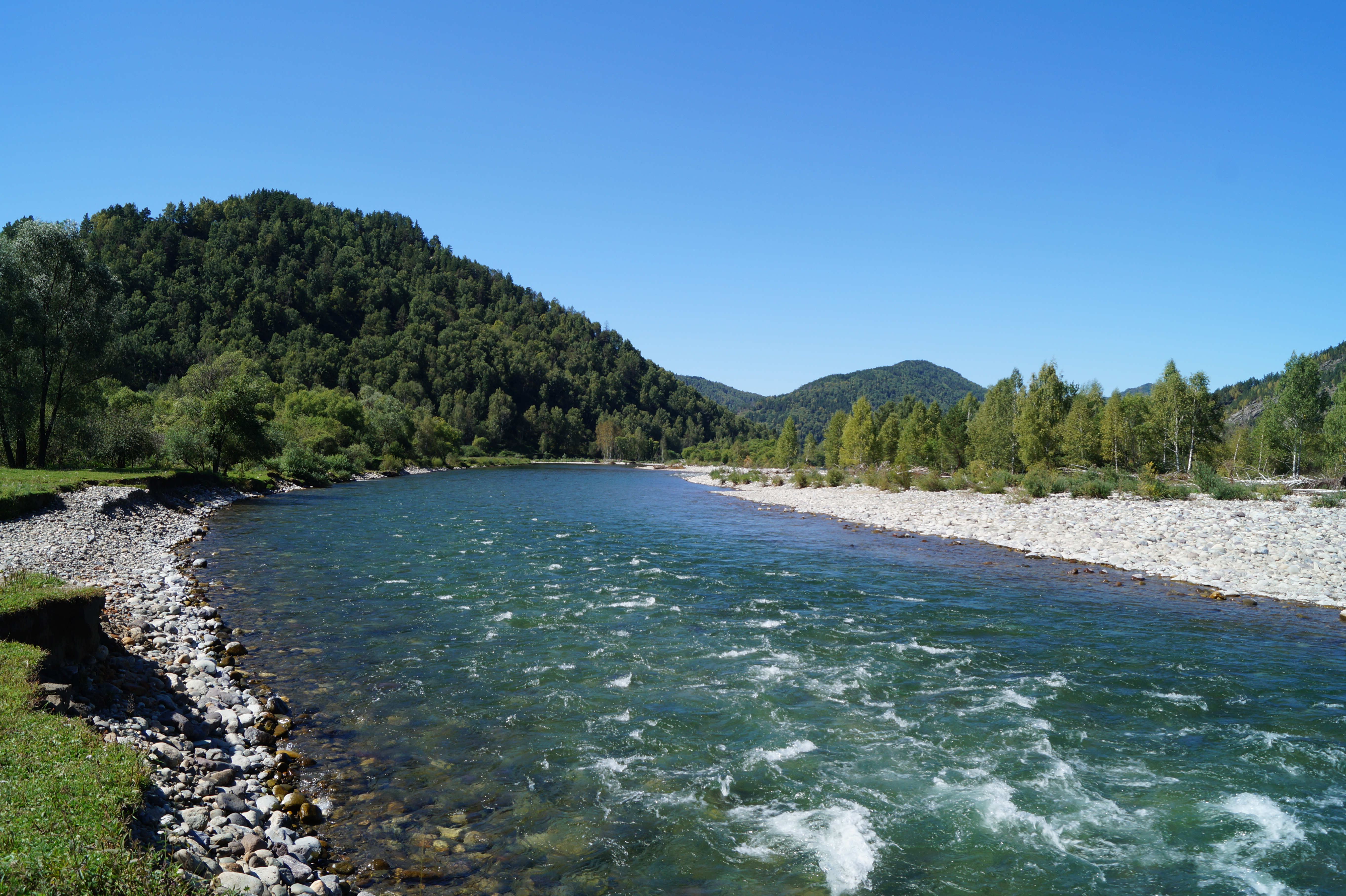
Le Tcharych à Korgon.